# Egy dán diák kalandjai

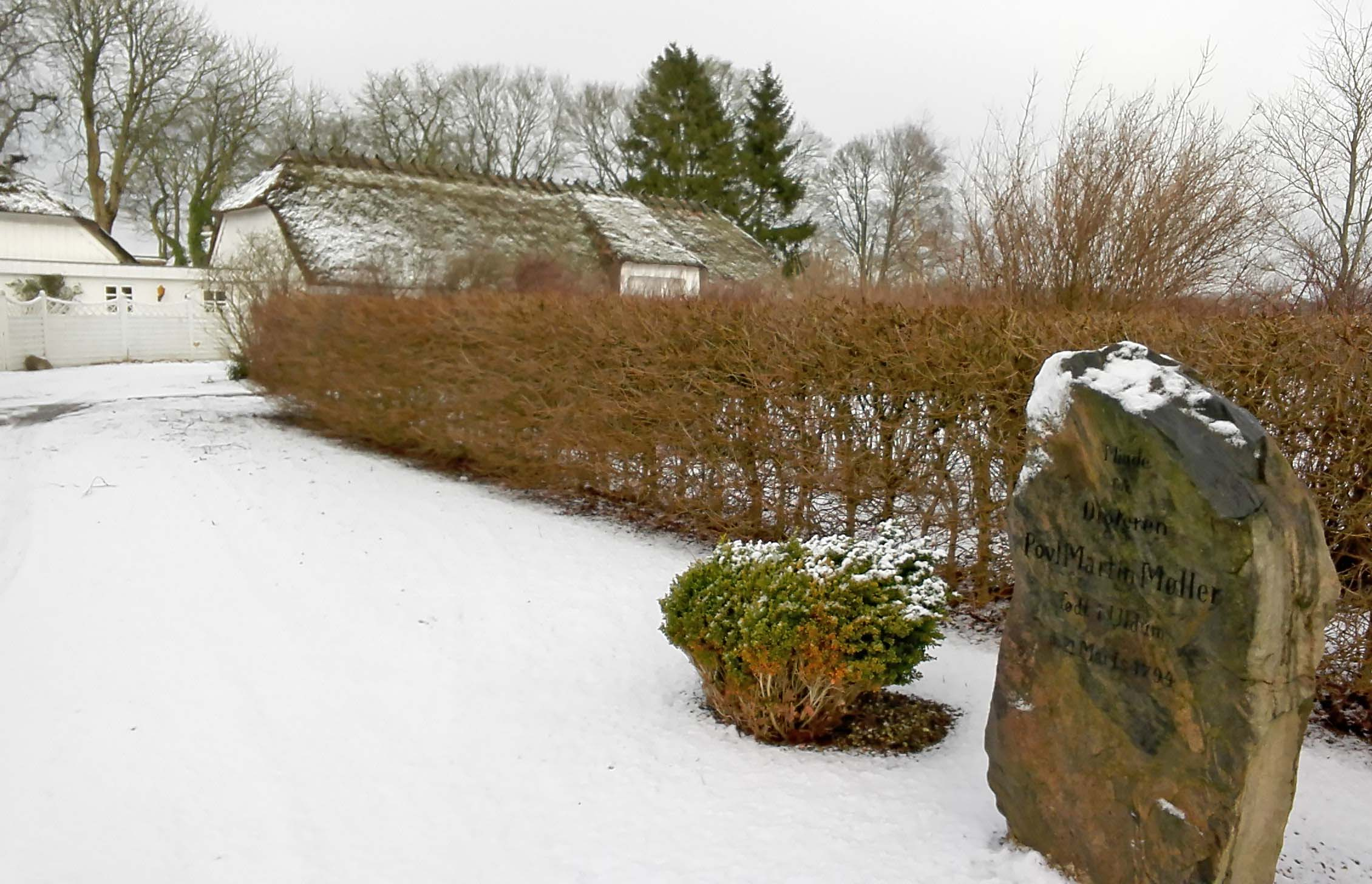
Poul Martin Møller emlékköve szülőfalujában, Uldumban

Az Egy dán diák kalandjai (En dansk students eventyr) Poul Martin Møller dán író (1794–1838) legmaradandóbb, befejezetlen műve; tulajdonképpen egy terjedelmes töredék. Ez az első, mai értelemben vett dán regény, amelyben a szerző friss, vonzó hangnemben, máig olvasmányos természetességgel mutat be egy sor, a korra jellemző, tragikomikus alakot.

## Története
A regényt szerzője életében nem adták ki. Møller egyszer – 1824-ben – felolvasta a Koppenhágai Egyetem diákegyletében, de ennek nem volt különösebb hatása. Ezért eleinte csak barátai ismerhették meg; ők azonban már a szerző életében rajongtak érte. Møller halála után befolyásos a barátok (egyebek közt Emil Aarestrup, Ludvig Bødtcher, Sören Kierkegaard és Christian Winther) megszervezték műveinek kiadását, és ettől fogva a regény hirtelen roppant népszerűvé vált. A 20. században is többször kiadták; ez volt Niels Bohr kedvenc regénye.

## A mű
Ez volt az első olyan dán regény, amely kortárs környezetben játszódott; a diákok problémáit mutatta be. A töredék stílusa szellemes és megtévesztően vidám, ebben a könnyed modorban azonban súlyos kérdéseket feszeget; főképp a szorongásos személyiség beilleszkedési problémáit.
A történet alapjában lényegtelen; valójában két unokatestvér – egy friss diplomás és egy igazi filiszter – tárgyalja meg a világ dolgait hosszú párbeszédekben. A „filiszter” józan és gyakorlatias, az ifjú viszont vonzódik az elvont, filozofikus meditációkhoz (amelyek alááshatják a közösségben végzett tevékenységét). Pár ilyen meditáció: 
- „Elkezdek gondolkodni a saját gondolataimról abban a helyzetben, amelyben magamat találom. Arra is gondolok, hogy erről gondolkodom, és feloszlom az egymáson gondolkodó „én”-ek végtelenbe hátráló sorozatában. Nem tudom, melyik „én”-nél kell megtorpannom, mint igazinál, és abban a pillanatban, hogy megállok az egyiknél, azonnal megjelenik egy olyan „én”, amely megáll nála. Összezavarodtam és megszédültem, mintha feneketlen mélységbe bámulnék.”

- „Természetesen láttam már papírra vetett gondolatokat, de amióta világosan felismertem az e cselekedetben rejlő ellentmondást, teljességgel képtelen vagyok leírni akár egyetlen mondatot is… gyötröm magam, hogy megoldjam a megmagyarázhatatlan rejtélyt, hogy miként gondolkodik, beszél és ír az ember. Tudod, barátom, a mozgás irányt tételez fel. A szellem nem haladhat előre úgy, hogy valamilyen irányt ne követne; ám ahhoz, hogy követhesse, előbb gondolkodnia kell róla. Ez azt jelenti, hogy az ember minden gondolatot végiggondolt már az előtt, hogy gondolt volna rájuk.vagyis minden gondolat, amely érzésünk szerint az adott pillanat szülötte, voltaképpen már egy végtelenséget feltételez. Én ebbe csaknem beleőrülök.”

- „…az ember sok esetben két személyiségre hasítja magát; az egyik megpróbálja bolonddá tenni a másikat, míg egy harmadik, aki tulajdonképpen azonos a másik kettővel, elképedten szemléli azt a kavarodást. Röviden: a gondolkodás drámai tevékenységgé válik, némán játssza el a legbonyolultabb cselekményeket önmagával és önmagáért, a nézőből pedig újra és újra színész lesz.”